# Grande-Synthe
Grande-Synthe (en flamand occidental et néerlandais : Groot-Sinten) est une commune française située dans le département du Nord, en région Hauts-de-France.
Avec ses 20 347 habitants, Grande-Synthe est la principale ville de la périphérie de Dunkerque, dont elle abrite d'ailleurs une partie du port.

## Géographie

### Situation

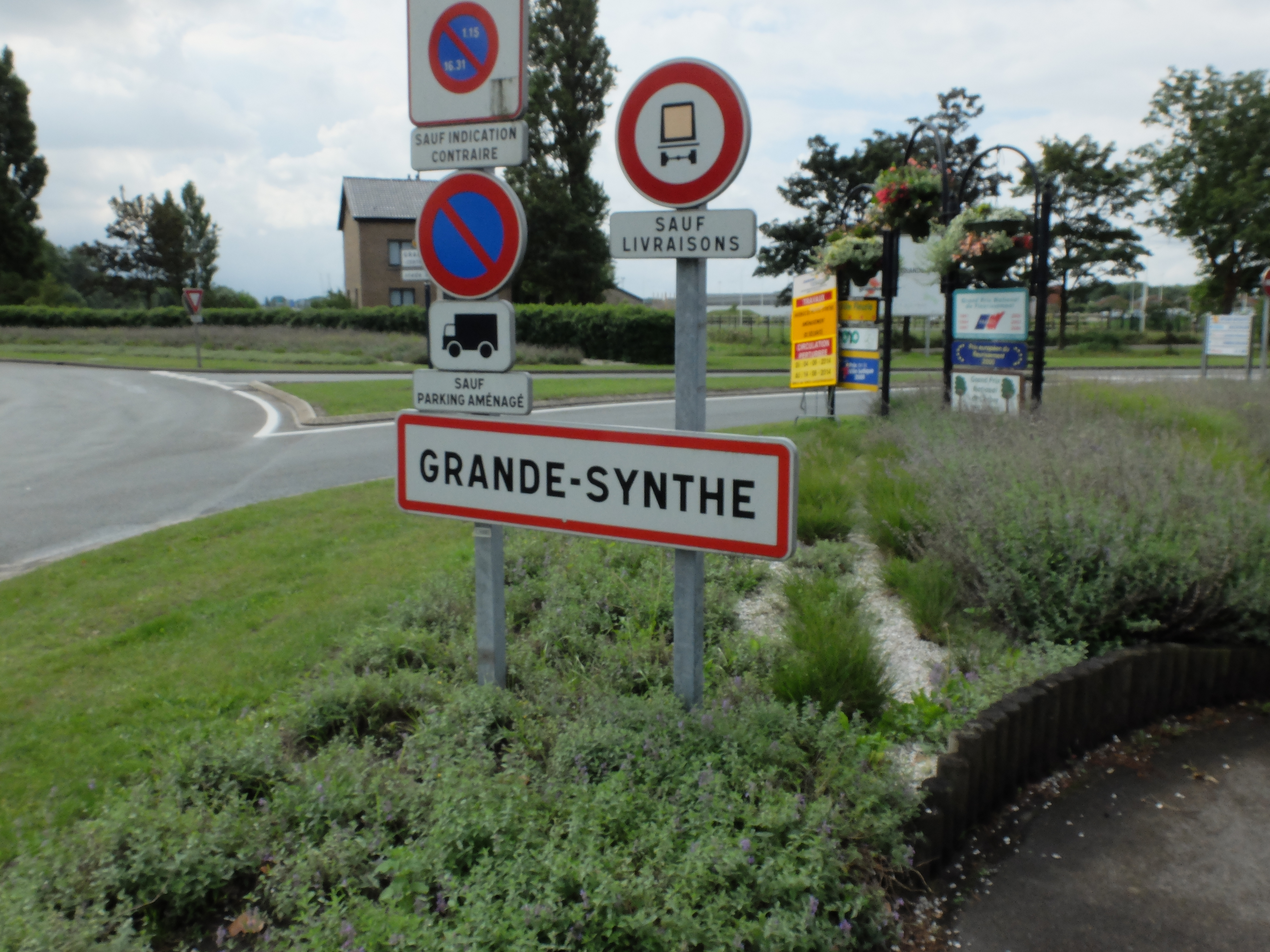
Une entrée de Grande-Synthe.

Limitrophe de Dunkerque, à 6 km à l'ouest de son centre, Grande-Synthe est située sur la façade maritime du triangle le plus densément peuplé, urbanisé et équipé de voies de communication du continent européen [réf. souhaitée]. En effet, Grande-Synthe est reliée à Lille par l'autoroute A25, au Tunnel sous la Manche via Calais et à Bruxelles par l'A16.
Cette proximité maritime confère à la ville un climat océanique tempéré. La ville a été amenée à renoncer à sa côte naturelle pour mieux accueillir les bateaux du monde entier grâce au port en eau profonde de Dunkerque.
Dans la Flandre française s'achevant sur les monts d'Artois, Grande-Synthe dispose d'un tissu d'axes de communication diversifié : autoroutes gratuites sur de longues distances, gare TGV à Dunkerque mettant Paris à 1 h 30 de la côte, proximité du tunnel sous la Manche, voies navigables intérieures, première gare de triage de France en volume traité, etc.

### Communes limitrophes
| Dunkerque  | Mer du Nord   | Dunkerque       |
| Loon-Plage | Grande-Synthe |                 |
| Craywick   | Spycker       | Armbouts-Cappel |

### Environnement

#### Capitale mondiale de la biodiversité 2010
La commune est l'une des premières de l'ancien Nord-Pas-de-Calais et de France à avoir largement appliqué les principes de la gestion différentiée de ses espaces verts pour y restaurer une certaine biodiversité. Elle dispose de plusieurs milieux importants pour la trame verte locale, dont le « Puythouck » (130 ha incluant 3 ha de verger pédagogique) et le « Prédembourg » (81 ha). Bien que très industrialisée, la commune voit aussi passer de très nombreux oiseaux en migration, grâce à sa position sous un corridor de migration d'importance paneuropéenne.
Ceci lui a permis d'obtenir le titre de Capitale française de la biodiversité, décerné par NatureParif, lors du 1er concours pour ce titre lancé en 2010, année mondiale de la biodiversité.
La commune a ainsi pu co-représenter la France au Japon lors de la Conférence mondiale sur la biodiversité de Nagoya (2010).

#### Étude CUBA
Grande-Synthe et le proche site industriel d'ArcelorMittal-Dunkerque sont aussi et pour 3 ans (à partir de 2012) le lieu d'une étude scientifique pluridisciplinaire sur la biodiversité. Cette étude, dite « CUBA », financée par le Conseil régional et sélectionnée avec le soutien de la FRB (Fondation pour la recherche pour la biodiversité) a été lancée dans le cadre d'un appel à projets Biodiversité.
L'acronyme CUBA signifie « les Corridors de l'Un sont les Barrières des Autres », car il s'agit ici d'étudier plus finement (échelles des micro-paysages) l'intégrité écologique d'un territoire et la fonctionnalité du maillage des corridors via les interactions entre corridors biologiques naturels ou semi-naturels. Un des sujets d'étude est le fait qu'un corridor pour une espèce peut être une barrière écologique (voire quand il s'agit d'un milieu artificiel, un piège écologique) pour une autre ; dans un même environnement (urbain en l'occurrence), certaines espèces ont des besoins différents voire contradictoires (espèces aquatiques et terrestres, par exemple). Les chercheurs tenteront ici de mesurer la fonctionnalité de la trame verte à l'échelle communale en étudiant la distribution et les déplacements de quelques espèces animales indicatrices, aux exigences écologiques connues et contradictoires en termes d'habitats, de gestion et de sensibilité à la fragmentation. Différents taxons de papillons, amphibiens, oiseaux et mammifères seront suivis à différentes échelles (individus, populations et communautés d'espèces), avec « analyse critique des méthodes de suivi […] état de référence et recommandations en termes d'aménagement et de gestion ».
Pour cela, de nombreux scientifiques et ingénieurs vont in situ étudier ces interactions, sur la base d'observations des déplacements de la faune dans le paysage communal et du site industriel (Le porteur du projet est le BE Biotope, en partenariat avec le Muséum national d'histoire naturelle, l'Université d'Angers, le Centre d'écologie fonctionnelle et évolutive de Montpellier et l'Université de Lille 1 (sciences et technologies), avec aussi les bagueurs locaux de Cap Ornis Baguage et des ONGE spécialisées dans le domaine de la biodiversité et de l'écologie.

#### Futur écoquartier
Une « écomaison » préfigure aussi un écoquartier de 400 logements écologiques intégrant un souci de mixité sociale, conçu avec les concepteurs de BedZED. C'est une maison « zéro carbone » (à émissions de CO2 très réduites et compensées par une production d'énergie) construite par les auteurs du quartier de BedZED en Angleterre (Zedfactory) et Claude Debrock. C'est l'ancienne « maison témoin » d'une foire expo qui joue ici un rôle de vitrine, préalable à l'un des écoquartiers qui naissent dans la région. Le public peut la visiter en semaine.

#### Projet de ferme urbaine
En octobre 2018, le maire de la ville, Damien Carême, (élu EELV) annonce qu'il souhaite implanter des fermes urbaines bios dans le centre-ville de Grande-Synthe. Ces fermes fourniront les cantines de l'école et les légumes seront également vendus aux habitants. Dans cette stratégie, la commune a mis à disposition de ses habitants des chevaux pour le transport, et utilise l'éco-paturage pour entretenir ses zones vertes.

#### Coopérative de transition écologique
En mai 2019, Grande-Synthe est la première commune à lancer le Revenu de transition écologique. Lors d'une conférence de presse, le 30 avril 2019, la mairie annonce qu'« il s'agit de verser une aide financière et d'offrir un accompagnement à toutes les personnes ayant une activité à incidence écologique et sociale ». Cela se fait sous l'égide de la Coopérative de transition écologique qui est chargée d'accompagner les projets et de déterminer les critères de leur éligibilité. L'outil juridique en est une société coopérative d'intérêt collectif (SCIC) dont le nom est TILT. Elle a été créée le 22 mai 2019.

### Voies de communication et transports
Le réseau de transports en commun de la communauté urbaine de Dunkerque, DK'Bus, dessert la commune avec les lignes C1, C2, C4, 15, 17, 18, 19 et 23. Le réseau est entièrement gratuit. Le pôle d'échange Grande-Synthe Puythouck situé à l'ouest de la commune centralise toutes ces lignes. Les lignes Chrono (Lignes C..) ont une fréquence de 10 minutes du lundi au samedi, 15 minutes pendant les vacances d'été, et 30 minutes les dimanches et jours fériés.

### Hydrographie

#### Réseau hydrographique
La commune est située dans le bassin Artois-Picardie. Elle est drainée par le canal de Bourbourg, le bassin maritime de Dunkerque, la dérivation Ouest du Noortgracht, le Noortgracht Est, le Noortgracht Ouest de Grande Synthe, le watergang de l'Ouest, la Ferme Swaenepole, la Nieuw Aelbeke et divers autres petits cours d'eau,.
Le canal de Bourbourg relie l'Aa à l'ouest de Bourbourg aux ports intérieurs de Dunkerque. 

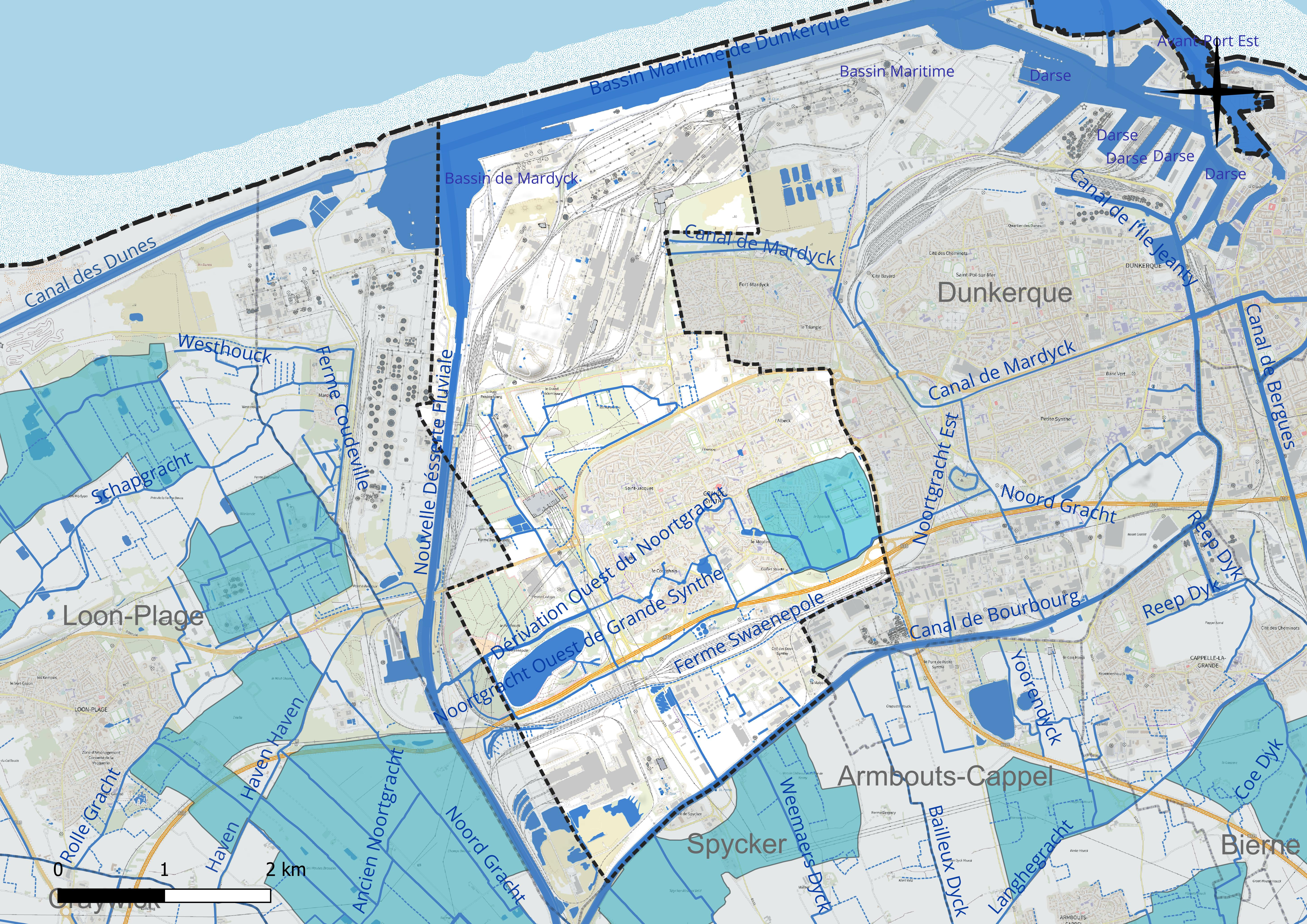
Réseau hydrographique de Grande-Synthe.

Deux plans d'eau complètent le réseau hydrographique : le bassin de Mardyck, d'une superficie totale de 124,9 ha (72,5 ha sur la commune) et le bassin Maritime, d'une superficie totale de 235 ha (59,4 ha sur la commune),.

#### Gestion et qualité des eaux
Le territoire communal est couvert par le schéma d'aménagement et de gestion des eaux (SAGE) « Delta de l'Aa ». Ce document de planification concerne un territoire de 1 208 km2 de superficie, délimité par le bassin versant de l'Aa. Le périmètre a été arrêté le 18 août 2000 et le SAGE proprement dit a été approuvé le 15 mars 2010. La structure porteuse de l'élaboration et de la mise en œuvre est l'Institution intercommunale des Wateringues. 
La qualité des cours d'eau peut être consultée sur un site dédié géré par les agences de l'eau et l'Agence française pour la biodiversité. 

### Climat
Pour des articles plus généraux, voir Climat des Hauts-de-France et Climat du Nord.
En 2010, le climat de la commune est de type climat océanique altéré, selon une étude du CNRS s'appuyant sur une série de données couvrant la période 1971-2000. En 2020, Météo-France publie une typologie des climats de la France métropolitaine dans laquelle la commune est exposée à un climat océanique et est dans la région climatique  Côtes de la Manche orientale, caractérisée par un faible ensoleillement (1 550 h/an) ; forte humidité de l'air (plus de 20 h/jour avec humidité relative > 80 % en hiver), vents forts fréquents.
Pour la période 1971-2000, la température annuelle moyenne est de 10,7 °C, avec une amplitude thermique annuelle de 13,9 °C. Le cumul annuel moyen de précipitations est de 711 mm, avec 12,6 jours de précipitations en janvier et 7,9 jours en juillet. Pour la période 1991-2020, la température moyenne annuelle observée sur la station météorologique la plus proche, située sur la commune de Dunkerque à 6 km à vol d'oiseau, est de 11,7 °C et le cumul annuel moyen de précipitations est de 690,8 mm,. Pour l'avenir, les paramètres climatiques de la commune estimés pour 2050 selon différents scénarios d'émission de gaz à effet de serre sont consultables sur un site dédié publié par Météo-France en novembre 2022.

### Paysages
Pour un article plus général, voir Paysage en France.
La commune s'inscrit dans les « paysages des dunes de la mer du Nord » tels qu’ils sont définis dans l’atlas de paysages de la région Nord-Pas-de-Calais, conçu par la direction régionale de l'Environnement, de l'Aménagement et du Logement (DREAL),. 
Ces paysages concernent 23 communes du Nord et du Pas-de-Calais avec trois pôles d’attraction que sont Calais à l'ouest et Dunkerque à l’est et, dans une moindre mesure, Gravelines au centre où se trouve le delta du fleuve côtier l’Aa. On y distingue trois parallèles : la frange côtière avec son cordon dunaire ; l'ancienne route nationale 1 et l'Autoroute A16.
Ces paysages sont composés d’un cordon dunaire de 60 km typique des paysages nordiques et que l’on retrouve aux Pays-Bas et en Belgique. Ce cordon littoral datant du VIIIe siècle s’est constitué durant la dernière transgression marine et joue un rôle de digue en protégeant la plaine maritime de l’invasion de la mer. Sa taille n’excède pas, en largeur, quelques centaines de mètres et, en hauteur, une dizaine de mètres.
Une particularité de ces paysages est la présence de moëre (marais en flamand), point le plus bas du territoire français, avec une altitude de - 4 m. leur assèchement est entrepris dès 1619 par 23 moulins à vent qui vont pomper l’eau et l’acheminer vers la mer par des watringues. Ces polders, terres gagnées sur la mer,  ainsi constitués sont les plus anciens de l’Europe du Nord.
Les cultures ne représentent que 35 % de ces paysages des dunes de la mer du Nord.
Concernant l'activité humaine, à l’ouest de ces paysages se trouve : la région de Calais, avec le tunnel sous la Manche et l'activité portuaire de Calais tournée vers l’Angleterre ; à l’est, la zone urbaine de Dunkerque et ses installations portuaires et, au centre, la zone de Gravelines avec son port de plaisance et sa centrale nucléaire. 
Sur le plan de la biodiversité, on y observe de nombreux déplacements d’oiseaux marins, côtiers ou terrestres ainsi que des phoques veau-marin installés sur les bancs de sable.

## Urbanisme

### Typologie
Au 1er janvier 2024, Grande-Synthe est catégorisée grand centre urbain, selon la nouvelle grille communale de densité à sept niveaux définie par l'Insee en 2022.
Elle appartient à l'unité urbaine de Dunkerque, une agglomération intra-départementale regroupant huit  communes, dont elle est une commune de la banlieue,,. Par ailleurs la commune fait partie de l'aire d'attraction de Dunkerque, dont elle est une commune du pôle principal,. Cette aire, qui regroupe 66 communes, est catégorisée dans les aires de 200 000 à moins de 700 000 habitants,.
La commune, bordée par la mer du Nord, est également une commune littorale au sens de la loi du 3 janvier 1986, dite loi littoral. Des dispositions spécifiques d'urbanisme s'y appliquent dès lors afin de préserver les espaces naturels, les sites, les paysages et l'équilibre écologique du littoral, tel le principe d'inconstructibilité, en dehors des espaces urbanisés, sur la bande littorale des 100 mètres, ou plus si le plan local d'urbanisme le prévoit.

### Occupation des sols
L'occupation des sols de la commune, telle qu'elle ressort de la base de données européenne d'occupation biophysique des sols Corine Land Cover (CLC), est marquée par l'importance des territoires artificialisés (75 % en 2018), en augmentation par rapport à 1990 (68,8 %). La répartition détaillée en 2018 est la suivante : 
zones industrielles ou commerciales et réseaux de communication (48 %), zones urbanisées (21,7 %), zones agricoles hétérogènes (11,3 %), eaux continentales (8,4 %), espaces verts artificialisés, non agricoles (5,2 %), milieux à végétation arbustive et/ou herbacée (2,7 %), terres arables (2,6 %). L'évolution de l'occupation des sols de la commune et de ses infrastructures peut être observée sur les différentes représentations cartographiques du territoire : la carte de Cassini (XVIIIe siècle), la carte d'état-major (1820-1866) et les cartes ou photos aériennes de l'IGN pour la période actuelle (1950 à aujourd'hui).

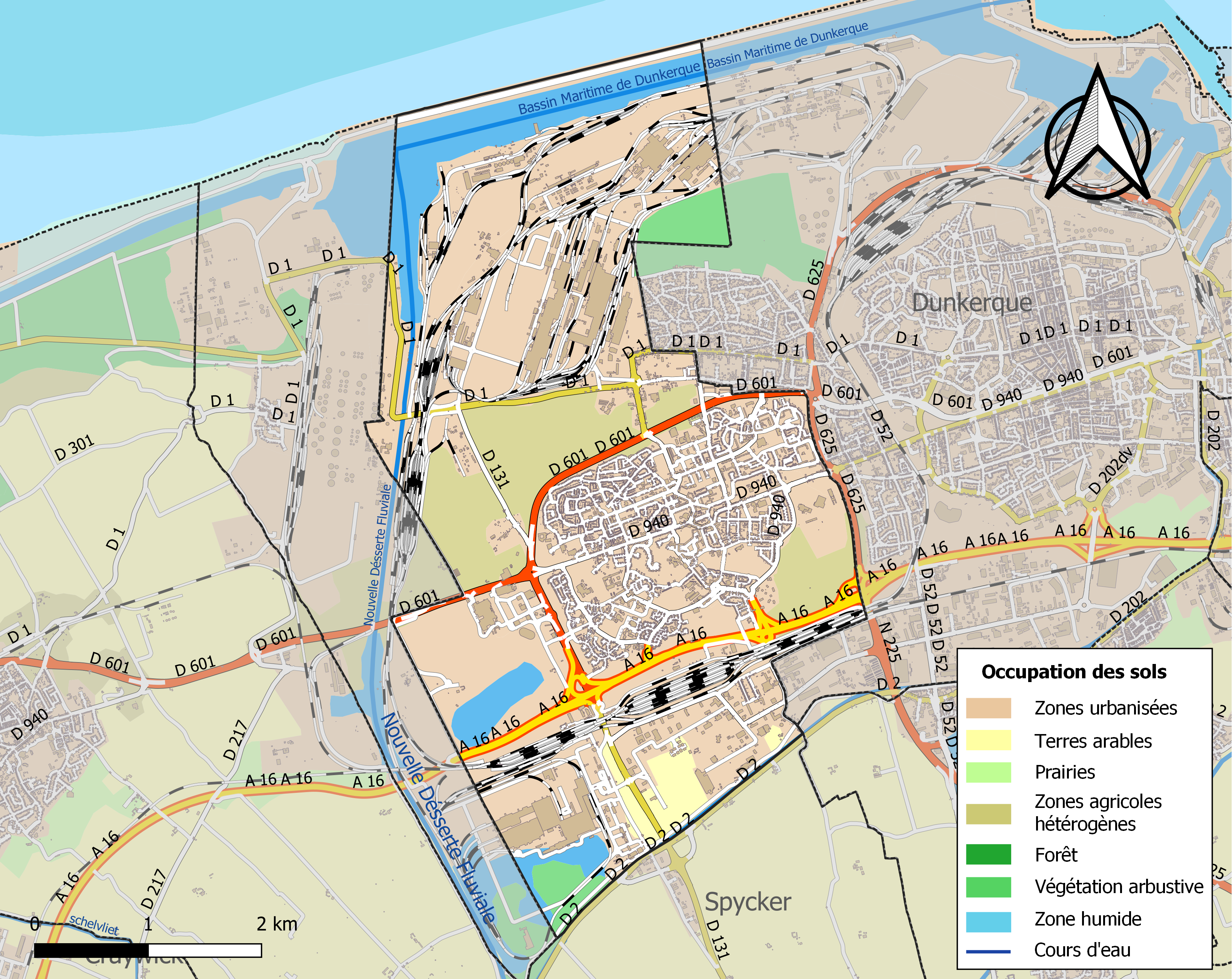
Carte des infrastructures et de l'occupation des sols de la commune en 2018 (CLC).

## Histoire

### Origines de la ville
Grande-Synthe a d'abord été un village rural de fermes entourées de champs gagnés sur la mer au fil des siècles. La première mention des Synthes date de  648. Le mot Synthe serait apparenté au néerlandais sint « saint » et au latin sanctus « sacré », à cause d'une relique. À partir du VIIIe siècle, le travail des Bénédictins permet de canaliser les eaux en ayant recours aux wateringues qui drainent le sol et s'écoulent dans les fleuves comme l'Aa ou directement dans la mer.
De nouvelles terres sont ainsi rendues cultivables par les seigneurs et abbayes. À l'époque la puissance, le pouvoir, viennnet de la terre, de sa possession, de sa capacité à nourrir les familles. Et bien qu'habitant un village côtier, les Synthois sont longtemps restés des agriculteurs à l'abri des dunes. Le village s'appelle Sentinas au IXe siècle.
Avant la Révolution française, la paroisse était incluse dans le diocèse de Thérouanne, puis à la disparition de celui-ci dans le diocèse de Saint-Omer.
Le comte Jean fait édifier une première digue dès 1280 au niveau de l'actuelle rue qui porte son nom. La Flandre maritime va connaitre une histoire agitée  : alliances, mariages, successions, hégémonies cycliques d'abbayes diverses, enjeu stratégique entre les trois grandes puissances des XVIe, XVIIe et XVIIIe siècles : Espagne (qui occupe alors les Pays-Bas), Angleterre et France.
En 1558, après la reprise de Calais par les Français, le Maréchal de Thermes, Paul de La Barthe de Thermes, mène une expédition française en Flandre, alors terre espagnole (Charles Quint puis Philippe II), et prend Grande-Synthe.
Le 14 juin 1658, Dunkerque et les bourgades environnantes changent de nationalité trois fois dans la même journée : espagnole le matin, française à midi, anglaise le soir. En 1662, Louis XIV rachète la place aux Anglais. Grande-Synthe, qui dépend du châtelain de Bergues, entre dans le territoire de Dunkerque.
À la veille de la Révolution, en 1750, l'église du village détient quelques terres, (d'une église à une autre, les situations sont très inégales) situées pour l'essentiel dans la paroisse. Ces biens sont administrés par un « conseil de la fabrique »; les terres sont louées et le produit de la location entre en recettes dans les comptes de l'église. L'église de Grande-Synthe est une des plus pauvres, et ne possède quasiment rien, moins d'une mesure de terre soit seulement quelques ares possède.
Dunkerque représentait un port intéressant dans cette zone aux frontières fluctuantes et son histoire est riche et glorieuse. Après 1870 et son épidémie de choléra arrivée par bateau au port et particulièrement meurtrière, la fin du XIXe siècle fut une époque plus stable et prospère pour les familles synthoises. Las, Dunkerque allait se retrouver aux premières loges dans le théâtre des opérations lors des deux conflits mondiaux…

### Début duXXesiècle
Lors de la Première Guerre mondiale, les rives de l'Yser sont une ligne de front moins célèbre en France aujourd'hui que le chemin des Dames. Malgré les efforts des Allemands, Dunkerque ne « tombe » pas et sert même de « camp retranché ». Les plages permettent d'amener les troupes du Commonwealth grâce aux aérodromes aménagés autour de la ville. En 1916 jusqu'en mai 1917, Grande-Synthe placée sous l'autorité du commandement d'étapes (service de l'armée organisant le stationnement et le passage de troupes, en arrière du front), de Gravelines, de même que Bourbourg-ville et Bourbourg-Campagne, Saint-Pierre-Brouck, Cappelle-Brouck, Loon-Plage... est le lieu de passage et de cantonnement de troupes, soldats français et belges de répartition entre les communes concernées de travailleurs agricoles (136 à 143 selon les moments), de décision de fermetures temporaires d'établissements, notamment les cabarets ayant servi à boire aux soldats en dehors des heures réglementaires, etc. À Grande-Synthe, se trouve un parc de bétail pour l'ensemble du commandement d'étapes. En mars 1917, la distillerie Trystram, située au pont de Spycker, bénéficie de l'arrivée de dix prisonniers allemands sous la garde d'un brigadier et de deux hommes. La commune dépend à partir de mai 1917 du commandement d'étapes de Spycker puis Steene, puis en 1917-1918 de ceux de Petite-Synthe transféré à Coudekerque-Branche et de celui de Téteghem.
Dès le retour de la paix, la première usine locale sort de terre le long du canal de Bourbourg. Le groupe Carel et Fouché y fabrique des péniches, avec jusqu'à 400 salariés entre les deux guerres, alors que la ville comptait moins de 3 500 habitants. La « cité des Deux-Synthe » est construite pour héberger ouvriers et contremaîtres.
Grâce à l'arrivée de l'électricité en 1923, la prospérité du village est de retour puisqu'elle permettait la transformation des produits agricoles et une substantielle valeur ajoutée…

### Seconde Guerre mondiale
La Seconde Guerre mondiale bouleverse Grande-Synthe de façon irrémédiable. Elle débute par la drôle de guerre mais l'offensive allemande par la Meuse et la Somme encercle les troupes anglo-françaises dans la poche de Dunkerque. Elle se termine avec l'opération Dynamo qui permet à de nombreux soldats britanniques et français de rembarquer pour l'Angleterre sur une flottille hétéroclite mais héroïque dont le 60e anniversaire fut célébré en 2000 à Dunkerque. Freinés par l'ouverture des vannes qui inondent les sols inférieurs au niveau de la mer, les Allemands retiendront le stratagème quant à leur tour ils se replieront sur la ville en 1944. Ils ne se rendront qu'une fois Berlin tombée, un jour après la signature de l'armistice, le 9 mai 1945.
Entre-temps, pendant l'Occupation, le « terrain d'aviation » présente un intérêt aux yeux des envahisseurs. Ils transforment la ferme du petit Prédembourg en Kommandantur. Les Anglais bombardent quelquefois le village afin de détruire ces aéroports, d'où décollaient des avions allemands participant au blitzkrieg contre l'Angleterre. Après le débarquement de juin 1944, l'espoir renaît dans la population mais la percée alliée après la fin de la bataille de Normandie va se heurter ici à un ennemi sur la défensive, prêt à tout pour conserver sa position dunkerquoise. Les grand-synthois ont tous en mémoire la nuit du 15 au 16 septembre 1944. Les villageois encore présents à ce moment-là furent chassés de leur domicile en quelques heures n'emmenant que bien peu de choses et cherchant alors à se loger dans la famille, plus à l'intérieur des terres, déjà libéré. 239 des 371 maisons de la commune furent complètement détruites ainsi que l'église, dynamitée. 132 furent sinistrées et aucune maison ne resta intacte.
De retour 8 mois plus tard, les habitants ne peuvent que constater qu'il n'y a plus rien. Ils doivent repartir de zéro et les années qui suivent sont difficiles. Ils peinent à rebâtir leur domicile, accaparés par l'urgence de rendre la terre cultivable de nouveau, traumatisés par ceux qui sont morts à cause des mines en voulant remettre leurs champs en état. Les marraines de guerre américaines et canadiennes envoient des chèques et des colis, 10 août 1945 : venue du Général de Gaulle dans le cadre de la libération celui-ci accorde au village une « croix de guerre » mais au quotidien, tout fait défaut… et déjà, le village n'est pas rebâti suivant les fondations ancestrales.

### De 1950 à nos jours
Le séisme n'est pas fini puisque malgré ce lien vital qui unit les Grand-Synthois à leur terre, la France désire retrouver son rang de puissance économique, tournée vers l'avenir. Pour cela il faut entre autres de l'acier issu d'une usine performante : elle s'implantera précisément sur les terres synthoises avec les premières expropriations qui ont lieu à la fin des années 1950, (ArcelorMittal Dunkerque).
Les états d'âme des maraîchers et agriculteurs, qui ont tant donné d'eux-mêmes pour se relever, ne pèsent pas lourd dans ces enjeux de dimension européenne car autour du site industriel, il faut bâtir une véritable ville pour loger ceux qui le créent et y travailleront. Une ville-champignon va ainsi sortir de terre.
C'est alors une génération de pionniers qui viendra projeter Grande-Synthe dans une ère moderne. Foin du passé, on découvre des vestiges de galions en creusant les fondations de l'usine ? Qu'à cela ne tienne ! C'est demain qui importe. Les logements sont à peine achevés qu'ils sont déjà occupés : en « cité » ou en HLM. Tous, Grand-Synthois de souche et nouveaux arrivants, ont alors en commun que leur vie est faite de ruptures… toutes les familles abandonnent un « ailleurs » forcément rassurant pour un eldorado en perpétuel chantier. Tous déracinés, et surtout les femmes qui suivent leurs maris sans autres motivations que celle d'épouse et de mère.
La ville champignon a besoin d'infrastructure : en juin 1965 inauguration du stade de football Jean-Deconninck, de l'église Saint-Jacques en mars 1961 et de la gare de triage.
L'infrastructure portuaire favorise alors l'implantation d'autres groupes industriels en Flandre maritime, profitant et générant à leur tour des flux en tous genres : transports, énergies, main-d'œuvre… jusqu'à un point d'inflexion qui se situe vers 1975, conséquence du choc pétrolier mais aussi du début d'une réflexion pour s'intéresser à l'amélioration du cadre de vie, à l'aspiration d'un retour à la nature.
Ceci se vérifiera dans le quartier de Courghain, conçu pour valoriser le « bien-être familial dans un paysage respectueux de la Flandre » tout en étant moderne et innovant et par la décision de créer artificiellement un « poumon vert » au Puythouck. Beaucoup de jeunes adultes se souviennent d'avoir planté « leur » arbre avec leur classe. Le travail de sensibilisation à la nature commençait déjà.
Le 1er janvier 1981, le quartier de l'Albeck, qui dépendait de Dunkerque, est rattaché à Grande-Synthe. Le progrès est un peu myope et l'urgence faisait loi mais, dès 1982, des HLM construits 20 ans auparavant sont détruits. Arrivé à un point de rupture de sa croissance constante, la ville doit apprendre à « souffler », à trouver son rythme. Grâce à une utilisation optimale de financements gouvernementaux dans le cadre du plan Développement Social des Quartiers, la ville se transfigure et lance les axes qui sont les fondamentaux de la ville aujourd'hui. En 2015, le quartier de l'Albeck est classé quartier prioritaire.
Ainsi, Grande-Synthe est devenue une ville verte, qui recherche l'équilibre indispensable pour réussir le XXIe siècle.
La ville est sous le feu des caméras à la suite de la mort d'un jeune homme, Philippe 22 ans, violemment tué par deux mineurs le lundi 15 avril 2024 : un autre s'étant initialement sorti vivant dans un autre traquenard du même genre. Le maire de la ville ainsi que la famille de la victime ont appelé au calme et à la paix sociale, sa mort violente ayant entraîné un déferlement de haine puis des appels à la vengeance sur les réseaux sociaux,,.

#### Installation d'un camp de réfugiés dans le quartier de Basroch
Depuis 2006, la ville est touchée par la crise des migrants voulant rejoindre l'Angleterre : un camp de réfugiés se forme dans la pépinière de Le Basroch. En décembre 2015, 2 400 réfugiés vivent à Basroch. Les travaux publics Setra allant déménager à Saint-Pol-sur-Mer, le maire de Grande-Synthe, Damien Carême, et Stéphane Roques, directeur général de Médecins sans frontières, décident, le 20 janvier 2016, de transférer le camp sur ce site de 5 hectares coincés entre les km 8 et 9 de la voie ferrée et les km 290 et 291 de l'A16.
Le camp de La Linière aura une capacité de 2 500 places, 500 tentes chauffées, plusieurs douches, plusieurs sanitaires, une collecte des déchets et un centre de soins, pour un coût de 2 millions d'euros pris en charge par MSF et de 400 000 euros par la municipalité. Une fois les migrants partis de la forêt de Basroch, un écoquartier de 500 logements y sera construit.
Toutefois la mairie a accordé en mai 2020 un permis de démolir concernant les bâtiments désaffectés des terrains de La Linière, ainsi qu'une suppression des sanitaires installés préalablement, une action dénoncée par Médecins du monde.

## Politique et administration

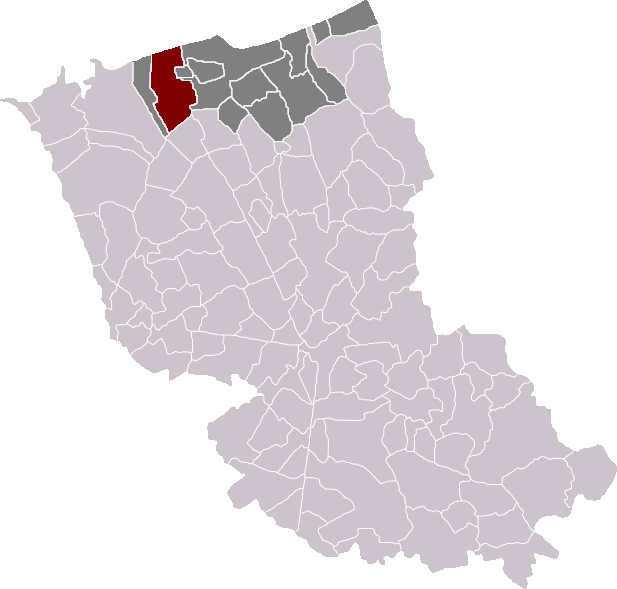
Grande-Synthe dans son canton et son arrondissement.

La ville est membre de la communauté urbaine de Dunkerque (Dunkerque grand littoral).

### Politique de développement durable
La ville a engagé une politique de développement durable en lançant une démarche d'Agenda 21 en 2004.

### Jumelages
- Suwałki (Pologne)
- Furnes (Belgique)
- Frenda (Algérie)
- Gusev (Russie) : suspendu depuis 2022

## Population et société

### Démographie

#### Évolution démographique
L'évolution du nombre d'habitants est connue à travers les recensements de la population effectués dans la commune depuis 1793. Pour les communes de plus de 10 000 habitants les recensements ont lieu chaque année à la suite d'une enquête par sondage auprès d'un échantillon d'adresses représentant 8 % de leurs logements, contrairement aux autres communes qui ont un recensement réel tous les cinq ans,.

En 2022, la commune comptait 20 347 habitants, en évolution de −12,65 % par rapport à 2016 (Nord : +0,51 %, France hors Mayotte : +2,11 %).
| 1793 | 1800 | 1806 | 1821 | 1831  | 1836  | 1841  | 1846  | 1851  |
| ---- | ---- | ---- | ---- | ----- | ----- | ----- | ----- | ----- |
| 482  | 451  | 512  | 598  | 1 000 | 1 108 | 1 170 | 1 260 | 1 292 |

| 1856  | 1861  | 1866  | 1872 | 1876 | 1881 | 1886 | 1891 | 1896 |
| ----- | ----- | ----- | ---- | ---- | ---- | ---- | ---- | ---- |
| 1 510 | 1 572 | 1 739 | 724  | 753  | 782  | 821  | 887  | 936  |

| 1901 | 1906  | 1911  | 1921  | 1926  | 1931  | 1936  | 1946 | 1954  |
| ---- | ----- | ----- | ----- | ----- | ----- | ----- | ---- | ----- |
| 981  | 1 019 | 1 044 | 1 175 | 1 342 | 1 333 | 1 404 | 916  | 1 551 |

| 1962  | 1968   | 1975   | 1982   | 1990   | 1999   | 2006   | 2011   | 2016   |
| ----- | ------ | ------ | ------ | ------ | ------ | ------ | ------ | ------ |
| 2 875 | 12 559 | 24 250 | 26 231 | 24 362 | 23 247 | 21 408 | 20 933 | 23 294 |

| 2021   | 2022   | - | - | - | - | - | - | - |
| ------ | ------ | - | - | - | - | - | - | - |
| 20 331 | 20 347 | - | - | - | - | - | - | - |

#### Pyramide des âges
La population de la commune est relativement jeune.
En 2018, le taux de personnes d'un âge inférieur à 30 ans s'élève à 46,9 %, soit au-dessus de la moyenne départementale (39,5 %). À l'inverse, le taux de personnes d'âge supérieur à 60 ans est de 18,9 % la même année, alors qu'il est de 22,5 % au niveau départemental.
En 2018, la commune comptait 11 657 hommes pour 11 120 femmes, soit un taux de 51,18 % d'hommes, largement supérieur au taux départemental (48,23 %).
Les pyramides des âges de la commune et du département s'établissent comme suit.
| Hommes | Classe d’âge | Femmes |
| ------ | ------------ | ------ |
| 0,2    | 90 ou +      | 0,5    |
| 4,7    | 75-89 ans    | 6,1    |
| 11,2   | 60-74 ans    | 15,4   |
| 14,1   | 45-59 ans    | 16,6   |
| 19,0   | 30-44 ans    | 18,8   |
| 28,3   | 15-29 ans    | 17,6   |
| 22,6   | 0-14 ans     | 25,0   |

| Hommes | Classe d’âge | Femmes |
| ------ | ------------ | ------ |
| 0,5    | 90 ou +      | 1,4    |
| 5,3    | 75-89 ans    | 8,1    |
| 14,8   | 60-74 ans    | 16,2   |
| 19,1   | 45-59 ans    | 18,4   |
| 19,5   | 30-44 ans    | 18,7   |
| 20,7   | 15-29 ans    | 19,1   |
| 20,2   | 0-14 ans     | 18     |

### Enseignement
Grande-Synthe compte quatre collèges : Collège Anne Frank, Collège Jules Verne, Collège du Moulin, Collège René Bonpain et trois lycées : le lycée du Noordover, le lycée des Plaines du Nord, et le lycée automobile.
Grande-Synthe compte également 17 écoles : Federico García Lorca, René Bonpain, Jacques Brel, Buffon, Chabrier, Clemenceau, Pierre-et-Marie Curie, Julie-Daubié, Francisco Ferrer, Jules Ferry, Célestin Freinet, Victor Hugo, Blaise Pascal, Paul Verlaine, Jean Moulin, Jacques Prévert, Des Deux-Synthe.

### Manifestations culturelles et festivités
Le Syndicat d'Initiative de Grande-Synthe accueille les visiteurs et leur présente les activités possibles.
Un festival de blues, le Bay Car Blues Festival, a lieu chaque année en septembre/octobre à Grande-Synthe.
Un festival de Musiques du Monde, le Festival des Mondes Pluriels, a lieu chaque année en avril/mai à Grande-Synthe.

### Sports
Grande-Synthe compte, en 2005, 6 327 licenciés sportifs, soit 20,8 % de la population. 33 disciplines pratiquées grâce à 42 sections sportives. La ville, propose 17 248 m2 de surface couverte et 68 500 en extérieur. Le ministère des sports a décompté 83 équipements sportifs sur le territoire de la commune en 2013.
- 6 stades : stade Jean-Deconinck (2 terrains de football), stade André-Calcoen (3 terrains de football), stade Debussy (1 terrain de football), stade du Moulin (2 terrains de football, 1 terrain de rugby), Stadium du litorral : 3 terrains de rugby dont un en synthétique, 2 terrains de football.
- 3 terrains multisports, 2 dans le quartier du moulin, un dans l'Albeck
- 12 gymnases : gymnase Buffon, gymnase Chabrier, gymnase Clemenceau, gymnase Dupailler, gymnase Du Basroch, gymnase du Moulin, gymnase Léo-Lagrange, gymnase Jean-Marc-Bobeuf, gymnase Victor-Hugo, halle de sports Debussy, halle de sports Dufour, halle de sports du Noordover

Équipements sportifs spécifiques grand-synthois :
- Base de voile, boulodrome, salle de boxe, vélodrome, halle de sports du Noormeulen (spécialisée pour le volley), salle d'haltérophilie, dojo, salle de gymnastique, complexe de tennis, amicale canine, terrain de tir à l'arc (20 m, 30 m, 50 m, 70 m, 90 m ; 6 blasons 120 cm max)
- 1 espaces jeunes : Albeck avec gymnase et activité divers
- Piscine Léo-Lagrange (25 m) spécialisée dans le water polo, grand et petit bassin.

La ville propose également un circuit pédestre de 10 km « Grande Synthe, grandeur nature » pour découvrir sa diversité.

### Médias
Une chaîne de télévision locale, l'Association synthoise pour la télévision locale, peut être regardée à Grande-Synthe mais aussi sur internet (voir lien plus bas) et sur la Freebox. Il s'agit de la première télévision associative de France, créée par Patrice Vermeersch.

### Cultes
- Église Saint-Jacques
- Église Saint-Joseph
- Plusieurs mosquées

En 1965, la cloche de l'église de Paul-Robert actuellement Taougrite en Algérie, ramenée en France par le secours catholique, est installée dans l'église Saint-Joseph de Grande-Synthe.

## Économie

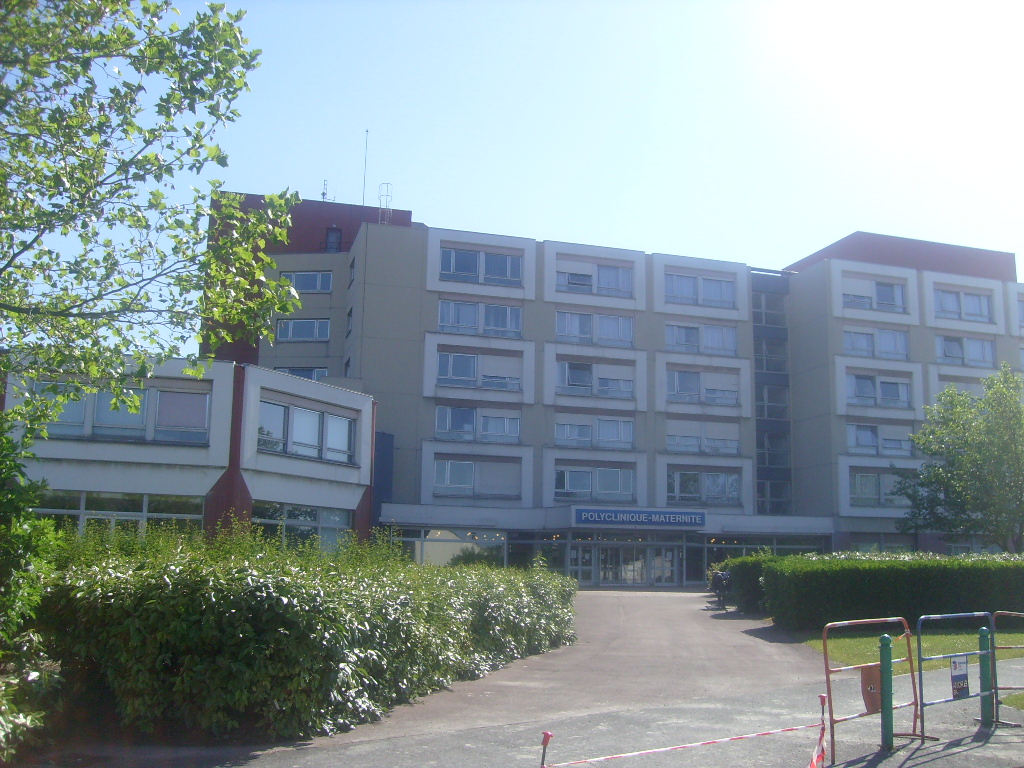
La polyclinique de Grande-Synthe.

Simple hameau au lendemain de la Seconde Guerre mondiale, elle doit son essor rapide à partir des années 1960 au développement de l'industrie sidérurgique.
Proximité immédiate avec l'ensemble des villes de la Communauté urbaine de Dunkerque, grands axes routiers en liaison directe avec Bruxelles, Lille, Calais, liaison rapide, directe et privilégiée avec les ports de Dunkerque et le port de Loon-Plage, autant d'atouts qui procurent à Grande-Synthe une large ouverture sur le littoral Nord de la France, mais aussi sur la Grande-Bretagne et la Belgique.
Terre d'accueil de la métallurgie et de ses corollaires, richement dotée d'équipements sportifs et culturels, Grande-Synthe regroupe des activités économiques liant tradition et modernité.
Grande-Synthe a vu la première étude en France sur les potentialités de l'écologie industrielle, menée avec le soutien d'entreprises comme Gaz de France. L'expérience est pilotée par l'association Ecopal, qui rassemble 200 entreprises de la région de Dunkerque. Les objectifs de l'étude étaient d'identifier des opportunités pour un meilleur usage des ressources, et d'élaborer une méthodologie d'étude pour une zone industrielle française standard.
Deux marchés ont lieu chaque semaine sur la commune : le mardi matin et le jeudi matin.

## Culture locale et patrimoine

### Lieux et monuments
La Seconde Guerre mondiale a eu raison de la mairie en brique de sable, de style flamand, aux pignons caractéristiques, typique de la région. Les volets et boiseries étaient souvent repeints de couleurs pimpantes pour Pâques. Elle se situait entre le cimetière et le Crédit agricole, avec l'école.
Totalement détruite pendant la guerre, la municipalité, à l'image de beaucoup de Grand Synthois, se contenta alors d'un chalet anglais provisoire qui symbolise bien la vie difficile qui s'organisa dans ces baraquements de fortune, faits de bois et de carton bitumé, désignés UK100… (UK pour United Kingdom et 100 pour le nombre de pièces constituant le chalet).
Les lignes modernes des années 1950/60 caractérisent la nouvelle mairie inaugurée en 1958 par Julien d'Hulster. Elle fut rapidement le théâtre d'un bouleversement total puisque l'arrivée d'Usinor allait « booster » le village de façon très artificielle. Elle sert désormais aux réunions des associations.
Sa taille, répondant aux nécessités d'un village, n'était plus adaptée à la ville moderne qui a vu la population décupler et son centre déplacé autour de l'actuelle maison communale conçue par le cabinet d'architectes Allain et Prieur (voir photo). Elle a connu un petit agrandissement au deuxième étage qui n'a pas dénaturé l'ensemble.
- L'histoire des églises Synthoises

L'église Saint-Jacques de Grande-Synthe :
il ne reste que quelques clichés de l'église trapue de style roman construite en 1757 et dynamitée avec 600 kg d'explosifs par les Allemands la nuit du 16 juin 1944. Seule une partie du bronze de la cloche a pu être récupérée pour fondre la « Jacqueline » qui résonne à l'église Saint-Jacques de Grande-Synthe. Point de passage d'un des chemins vers Compostelle au XIe siècle en raison notamment de la légende du Kruysbellaert, cette particularité justifie le saint qui donne son nom à l'église. D'ailleurs un autre vestige de l'ancienne église — une statue en bois représentant saint Jacques — est enchâssé dans l'actuelle. Une autre reproduction plus contemporaine décore la façade principale.
Les vitraux sont d'une époque qui dura peu[pas clair] et pourraient intéresser les futurs historiens de l'art : ils sont l'œuvre d'un 1er prix de Rome et consistent en une représentation des personnages saints avant que l'abstraction ne se généralise dans les églises modernes.
L'église Saint-Joseph de Grande-Synthe :
l'église moderne Saint-Joseph a été construite dans la moitié orientale du territoire par l'évêché qui voyait la population synthoise augmenter. Avec ses volumes et l'usage du béton typique des années 1970, et à l'inverse de certains bâtiments de cette époque, elle traverse bien le temps et garde une forte personnalité même si elle est désormais inutilisée.
- La digue du Braek qui protège sur 6 kilomètres les installations industrielles, érigée en 1965, est un haut lieu du tourisme industriel. Elle permet une vision unique et très impressionnante sur le site portuaire et industriel dunkerquois et Grand Synthois.

### Patrimoine naturel
- À partir de classiques massifs de rosiers, il y a 30 ans, les jardiniers municipaux ont, au fur et à mesure des années, acquis une connaissance technique qui a favorisé une reconnaissance de leur travail et la notoriété de la ville en matière de gestion différenciée. Grande-Synthe s'est agrandie en préservant et améliorant le cadre de vie de ses habitants : 220 000 fleurs y sont plantées chaque année. La nature est présente partout dans cette ville de Flandre aux maisons de briques, parcourue par un réseau de canaux et jalonnée de jardins. De nombreux itinéraires ont été créés pour une découverte originale de la ville.
- Un sentier de randonnée urbain de 10 km au fil de l'eau.
- Espace naturel protégé du Puythouck avec Lac (130 ha), verger pédagogique et conservatoire, parcours de pêche, chasse réglementée, parcours VTT, base de voile, centre aéré.
- Jardin des plantes médicinales André Gaudron, à la ferme des Jésuites.
- Jardin public avec bassin à carpes koï et jeux pour les jeunes enfants.
- Parcs urbains : Albeck, Moulin, Saint-Jacques.
- Plantation d'une nouvelle zone boisée de 85 ha avec 150 000 arbres au Prédembourg.
- La gestion différenciée de l'espace naturel est une spécialité reconnue de la ville de Grande-Synthe, exportée partout en France, qui est un des modes de gestion recommandée pour la Trame verte régionale.

La ville de Grande-Synthe a obtenu de nombreuses récompenses pour ses efforts environnementaux : 
- Grand prix national du fleurissement en 1991, 1994, 1997, 2000, 2003, 2006 et 2007[77] ;
- Label quatre fleurs des villes fleuries depuis 1991[78] ;
- Prix national de l'arbre en 1992 et en 2005 ;
- 1er prix du concours Transmanche en 1993 ;
- Prix de l'association internationale des producteurs et horticulteurs pour l'innovation, la qualité et la diversité des espaces verts du fleurissement en 2000 ;
- Ville Capitale de la Biodiversité en 2010.

### Équipements culturels
La médiathèque Nelson-Mandela est un des lieux privilégiés de partage de la culture. Elle compte pas moins de 4 700 adhérents et organise régulièrement des animations comme des lectures publiques, des contes…
La galerie Robespierre propose une dizaine d'expositions d'arts plastiques par saison culturelle : peintures, sculptures, vidéo, photographies, installations. Les œuvres des artistes locaux et professionnels s'y croisent. Des visites guidées des expositions sont possibles pour les groupes. Des stages d'arts plastiques ainsi que des conférences ont également lieu dans une perspective de sensibilisation à l'art moderne et contemporain.
Le cinéma Le Varlin programme des films « grand public » et met en place des actions de sensibilisation à l'image : projections débat, expositions, projections vidéo, diaporamas…  Les habitants peuvent intégrer la commission du Varlin afin de proposer de nouveaux projets et bénéficier d'un accompagnement professionnel dans la mise en œuvre d'actions.
L'école municipale des arts de la scène et lieu musical, située à l'Atrium, accueille des cours de danse classique, modern-jazz, hip hop et contemporain, formant des danseurs qui depuis des années ont su se faire remarquer dans divers concours régionaux, nationaux et internationaux.
Le Palais du littoral a été reconstruit entièrement et inauguré en 2007, il comporte désormais une grande salle de Théâtre et une grande salle de concert de 3 000 places.
L'Atrium a été construit et inauguré en 2006 dans le quartier de l'Albeck, nouvelle maison de quartier, il comporte une grande salle de réception disponible pour les mariages et autres évènements, une salle de danse, une salle de musique, des bureaux, une garderie pour tout-petits.
La ville compte plusieurs lieux de culture scientifique et techniques :
- le Musée de la mine, créé par d'anciens mineurs venus travailler dans les usines sidérurgiques.
- le Musée de la Sidérurgie, crée par d'anciens sidérurgistes d'Usinor
- L'Aquavivarium, créé par l'association terrariophile de la ville, qui permet de découvrir entre autres : poissons, tortues, araignées, phasmes, serpents... ainsi que de récolter de précieux conseils pour le bien-être des animaux.

### Personnalités liées à la commune

#### Dans le domaine sportif
- Rémy Vercoutre, ancien footballeur, né le 26 juin 1980 à Grande-Synthe.
- Geoffrey Dernis, ancien footballeur au poste de milieu de terrain gauche, né le 24 décembre 1980 à Grande-Synthe.
- Erwin Zelazny footballeur franco-polonais évoluant à l'AS Beauvais, né le 22 septembre 1991 à Grande-Synthe.
- Clémence Beikes, basketteuse évoluant au club de l'Union Hainaut Basket et participant aux Jeux olympiques d'été de 2012.
- Lucas Pouille, tennisman professionnel, né le 23 février 1994 à Grande-Synthe.
- Robert Malm, ancien footballeur, né le 21 août 1973.

#### Dans le domaine artistique et culturel
- Gavriel Howard Feist, écrivain.
- Laura Hecquet, danseuse étoile à l'Opéra de Paris née le 8 avril 1984 à Grande-Synthe.

### Héraldique, devise, drapeau et logotype
| Blason de Grande-Synthe | Les armes de Grande-Synthe se blasonnent ainsi : « D'azur à une fleur de lis d'or, au chef d'argent chargé d'un lion léopardé de sable. » |

La ville de Grande-Synthe possède son propre drapeau : il est « divisé en deux verticalement et d'azur et d'or ».